# لیتل لنگتون
لیتل لنگتون (به انگلیسی: Little Langton) یک روستا و محله مدنی در بریتانیا است که در همبلتون واقع شده‌است. لیتل لنگتون ۳۰ نفر جمعیت دارد.